# 陈锡纯
陈锡纯（1915年—1938年8月），湖南省长沙县人，中华民国空军飞行员，南昌空军第2大队飞行员，1937年8月阵亡于上海白龙港。

## 生平
1915年，陈锡纯出生在长沙县新康镇（今望城县格塘乡）华林村人一个农民家庭，有兄弟姐妹10人，因家境贫寒，先后夭折4人。父亲靠烧炭耕田艰苦维持一家人的生计，但还是让陈锡纯读书。陈锡纯在邻村读完高小后，考入长沙广益中学，初中毕业后考入南京中央宪兵学校，后进入中央陆军军官学校第10期步兵科学习。因为成绩优异，身体条件好，陈锡纯获选进入杭州笕桥航空学校第5期甲班轰炸科学习飞行技术。1936年10月，陈锡纯从航校毕业，被分配到南昌空军第2大队实习，次年1月任少尉飞行员。
1937年8月19日，陈锡纯奉命驾驶904号轰炸机袭击日军在上海白龙港的第三舰队，因飞机故障驾驶飞机撞向敌舰殉国，年仅22岁。国民政府追赠陈锡纯中尉军衔，并给其亲属发放抚恤金1万元。1986年，湖南省人民政府追认他为革命烈士。